# 고반논 밥 돈
고반논 밥 돈(웨일스어: Gofannon fab Dôn [ɡɔˈvanɔn vaːb doːn])은 켈트의 신 고반누스의 웨일스 버전이다. 그는 돈 여신의 아들이며 뛰어난 대장장이이다. 아일랜드 신화의 대장장이 신 고브누와 이름과 역할이 유사하다.
고반논은 자기 조카 딜란 아일 돈을 알아보지 못하고 딜란을 죽이고 만다.
쿨후흐가 올루엔과 결혼하기 위해 받은 고행의 임무들 중 하나로 아마에손의 쟁기를 고반논에게 갈아오라는 것이 있다.